# Ford World Rally Team
Ford World Rally Team es el equipo oficial de Ford que compite en el Campeonato Mundial de Rally. Tenía su base en Cumbria, Reino Unido, aunque hasta 1996 la tuvo en Boreham. La marca compitió de manera esporádica hasta 1997 y luego hasta 2012 y tras cinco años de ausencia regresó en 2018.
La marca compitió en el Campeonato del Mundo de manera oficial desde 1973 hasta 1979, y luego intermitentemente desde 1986 hasta 1996, alternando representación con equipos privados. El equipo se formó definitivamente en 1997 gracias al contrato establecido entre esta y la empresa británica M-Sport presidida por el expiloto de rally Malcolm Wilson que se encargó de dirigir y coordinar el equipo además de desarrollar los vehículos utilizados en el mismo. El equipo debutó en el Rally de Montecarlo de 1997 y consiguió su primera victoria ese mismo año en el Rally Acrópolis con Carlos Sainz como autor. Desde esa temporada hasta su retirada en 2012 el equipo compitió con tres vehículos diferentes: el Ford Escort WRC hasta 1998, el Ford Focus WRC desde 1999 hasta 2010, y el Ford Fiesta RS WRC a partir de 2011. El Focus es el que mayores números estableció con un total de 137 participaciones oficiales y 44 victorias.
La marca del óvalo logró en su trayectoria en el campeonato del mundo tres títulos de marcas: 1979, 2006 y 2007; así como dos títulos de pilotos, con Björn Waldegård en 1979 y Ari Vatanen en 1981. Ford disputó un total de 308 pruebas y consiguió 82 victorias, 315 podios y además logró finalizar en los puntos en 158 pruebas consecutivas entre el Rally de Montecarlo de 2002 y Rally Cataluña de 2012.
Entre los pilotos más destacados que corrieron con el equipo figuran Mikko Hirvonen que logró catorce victorias, Marcus Gronholm que consiguió doce y Colin McRae con nueve.
En octubre de 2012 y antes de la finalización de la temporada, la marca anunció su intención de no seguir compitiendo para la siguiente temporada. A partir de 2013 varios equipos privados continuaron compitiendo con los modelos de Ford y sumando puntos para el campeonato de marcas, como M-Sport World Rally Team, Qatar World Rally Team y Jipocar Czech National Team.
El equipo cambió de nombre varias veces a lo largo de su historia, principalmente a causa de sus patrocinadores por lo que también compitió bajo las denominaciones: Ford Motor Company, Q8 Team Ford (1990), RAS Ford (1995), Ford Repsol (1997), Ford Martini (1999-2001),  Ford Rallyesport (2002-2003), Ford BP Rallye Sport (2004), BP Ford World Rally Team (2005-2007), BP Ford Abu Dhabi World Rally Team (2008-2010) y Ford Abu Dhabi World Rally Team (2011).

## Historia

### Antecedentes
Una de las primeras victorias de un automóvil de la marca Ford fue en 1936 cuando el piloto rumano Ion Zamfirescu ganó el Rally de Montecarlo a bordo de un Ford Model A V8 y posteriormente lo harían G. Baker Schut en 1938 y Maurice Gatsonides con un Ford Zephyr en 1953 también en el Montecarlo. Sin embargo no fue hasta la década de los 60 cuando Ford empezó a competir en rally cuando diversos pilotos lograron victorias en pruebas internacionales.

#### Años 60

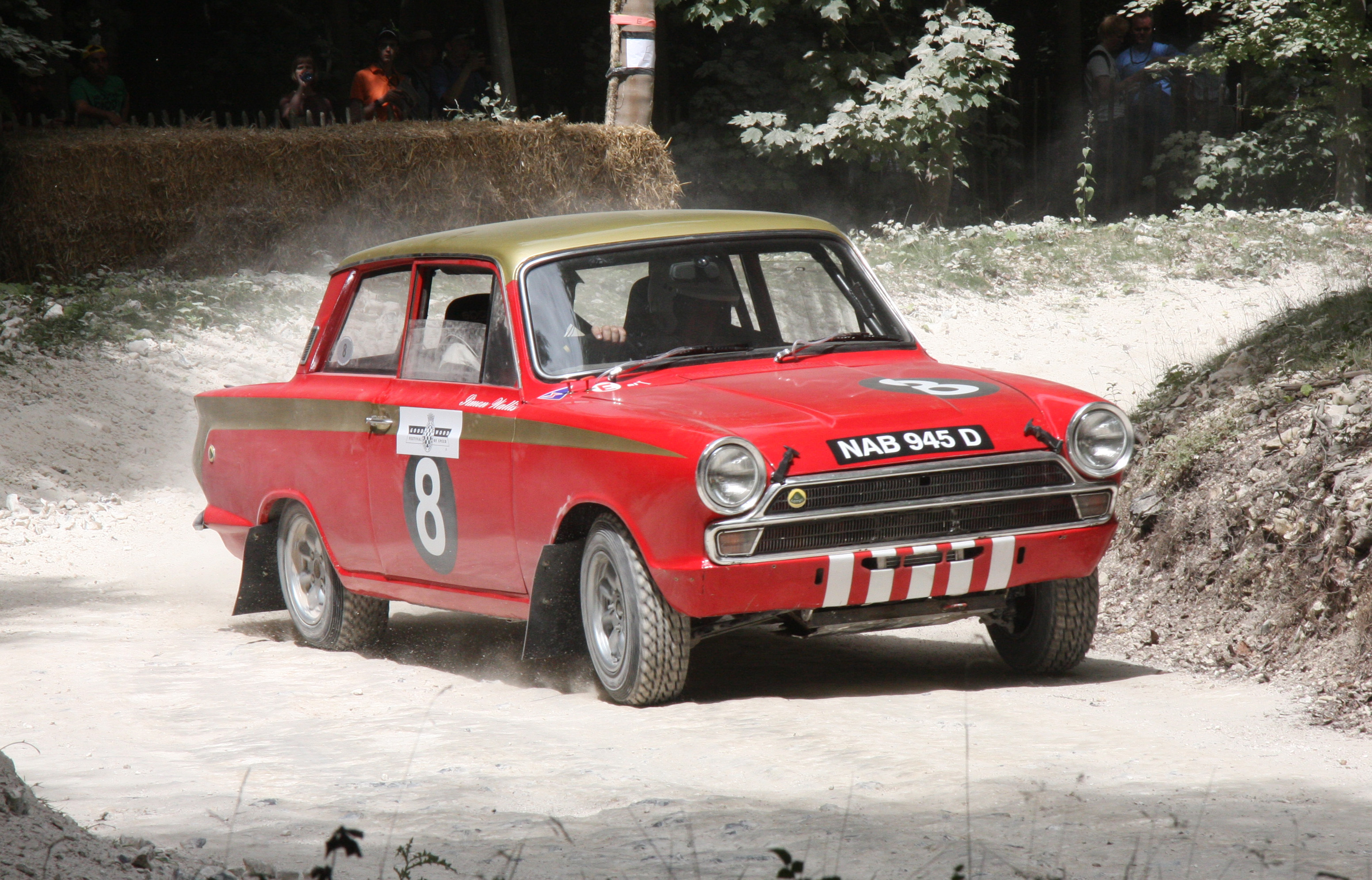
El Ford Cortina con motor Lotus fue uno de los primeros modelos de la marca que compitió en rally en los años 60.

En la década de los sesenta Ford decidió competir en todas las modalidades deportivas. En Fórmula 1 desarrolló el motor Cosworth, en resistencia construyó el Ford GT40 mientras que para los rallies puso en marcha un equipo con sede en Boreham (Inglaterra).
Hasta 1963 las apariciones de Ford en rally habían sido escasas y ese año la marca decidió enviar al Rally de Montecarlo tres Ford Falcon cupé de motor V8. Uno de los pilotos encargados de llevar una de esas unidades fue el sueco Bo Lungfeldt que fue el más rápido en los tramos, pero en el recorrido de concentración cayo al puesto 43. Al año siguiente Ford envió a la misma prueba ocho Falcon Sprint de 4,7 litros y 285 cv. Lungfeldt de nuevo hizo una buena actuación y hubiese ganado de no ser por la normativa que compensaba a los coches en función de su cilindrada por lo que el ganador fue el Mini de Paddy Hopkirk. La marca estadounidense abandonó los rallies por lo que relegó sus participaciones a su filial británica. El primer coche que el nuevo departamento deportivo de Ford fue el Ford Cortina, una berlina de dos puertas con motor Lotus en posición longitudinal y tracción trasera. Este coche debutó en el Rally RAC de 1962 y participó también en el Rally de Montecarlo donde ganó la clase de hasta 1.300 cc y posteriormente en el Rally Safari conducido por el keniata Peter Hughes, prueba conocida por entonces como East African Safari Rally, donde logró la victoria. Este modelo se reforzó más tarde, Lotus liderada por Colin Chapman, que utilizaba motores Ford fue la encargada de motorizar el Cortina que elevó la potencia del mismo, primeramente hasta los 120 cv y luego hasta los 140. Esta versión participó en 1965 con Vic Elford en la Coupe des Alpes, donde pudo haber ganado de no ser por una avería en la distribución. Al año siguiente Henry Taylor dejó su carrera como piloto para ponerse al frente de la dirección del equipo Ford. Con Taylor el Cortina participó en Montecarlo, donde fue descalificado junto a los Mini por usar faro antirreglamentarios, y en San Remo donde Vic Elford fue el ganador previamente hasta su descalificación por problemas de homologación. El Cortina presentó además problemas de fiabilidad que se fueron solventando y llegaron los primeros resultados. El Ford fue segundo en el Tulip Rally y Bengt Söderstrom ganó el Rally Acrópolis de 1966 y en 1967 ganaría el Rally de Suecia con otro modelo Ford. Posteriormente el belga Gilbert Stapelaere ganó el Rally de Ginebra y el inglés Roger Clark fue segundo en la Coupe des Alpes además de cosechar buenas actuaciones en el campeonato británico. En 1967 Ford compitió con la segunda generación del Cortina, un poco más grande que fue homologada tanto en grupo 1 como grupo 2 pero no resultó tan competitivo, logrando tan solo dos triunfos destacados, el Rally de Escocia con Clark y el London Gulf Classic con Ove Andersson.
En 1967 nació el Ford Escort RS 1600 fruto del trabajo en conjunto de tres personas: Henry Taylor, jefe del departamento de competición de Ford en Reino Unido, el ingeniero jefe Bill Meade y Walter Hayes responsable de competición de Ford. Entre los tres desarrollaron la versión deportiva del Ford Escort, vehículo que sustituyó al Cortina Lotus tanto en el mercado como en la competición. Contaba con motor Twin Cam (motor con doble árbol de levas) y significó el arranque de la historia de los Escort de tracción trasera que abarcó un período de 1968 a 1982 con una larga lista de triunfos. Debutó en 1968 homologado como grupo 3, en el Rally de San Remo con una tercera plaza alcanzada por Ove Andersson y pronto empezó a recibir las primeras mejoras técnicas. La primera victoria del Escort RS 1600 la consiguió Roger Clark en el Rally Circuito de Irlanda ese mismo año inscrito como prototipo (grupo 6) debido a las modificaciones efectuada en el mismo. Este coche también venció en el Österreichische Alpenfahrt, prueba posteriormente bautizada como Austrian Alpine Rally (Rally de los Alpes Austríacos), con Bengt Söderström como piloto y al año siguiente el finés Hannu Mikkola también vencería en dicha prueba. Mikkola vencería en tres ocasiones consecutivas del Rally Mil Lagos (posteriormente bautizado como Rally de Finlandia), 1968, 1969 y 1970 con el Ford Escort Twin Cam. Con este vehículo la marca ganó el Campeonato de Europa de Constructores en 1968 y 1969.

#### Años 70

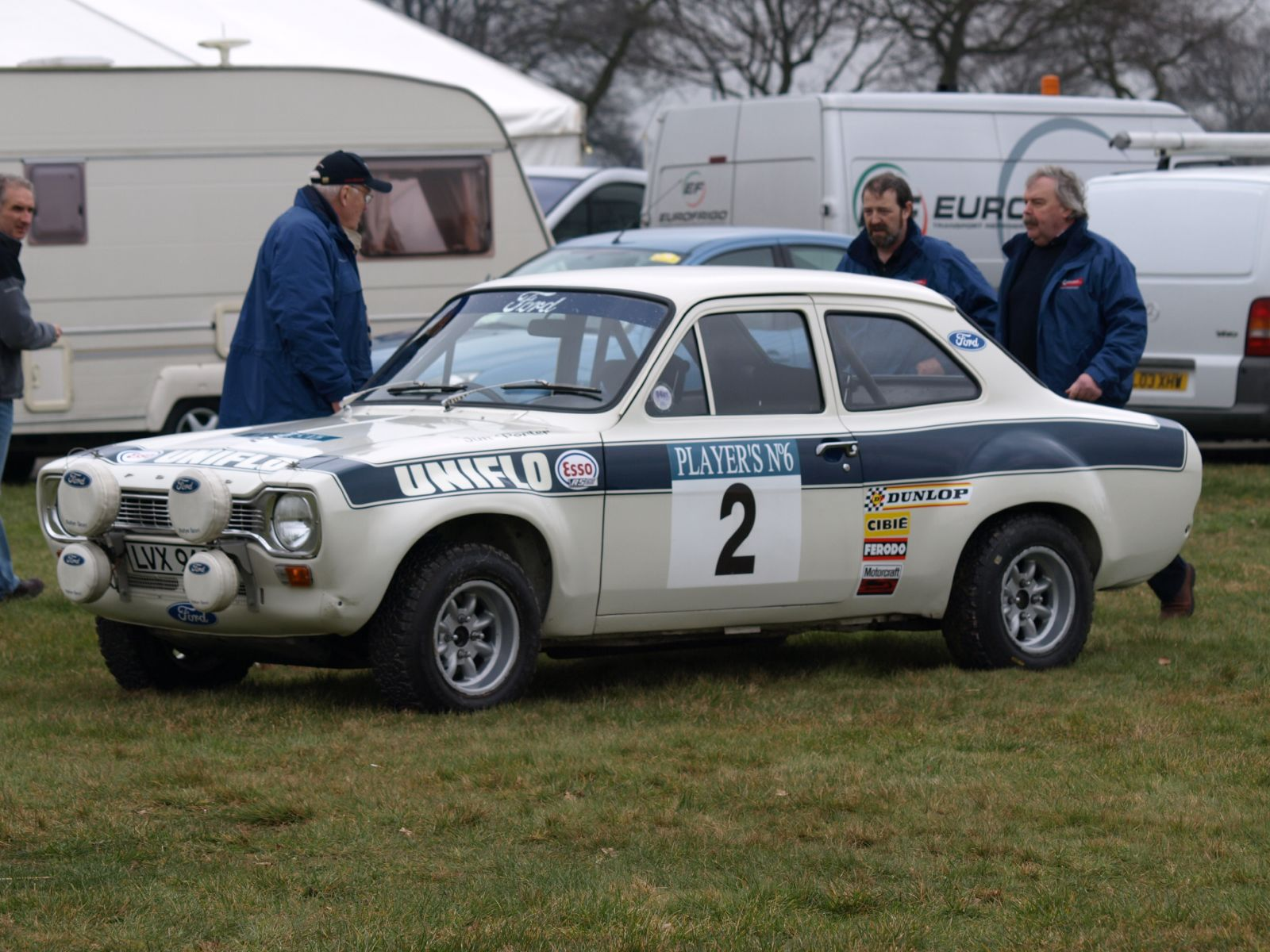
Ford Escort RS1600 de Roger Clark ganador del RAC Rally de 1972. Este modelo logró varias victorias en los setenta, en el Rally de Gran Bretaña logró ocho victorias consecutivas entre 1972 y 1979 tanto en la versión 1600 como 1800.

En 1970 se estrenó una variante del coche bajo el nombre de RS 1600, aunque contaba con motor BDA de 1.800 cc y eje trasero procedente de la filial alemana. Con esta versión Hannu Mikkola disputó el Londres-México donde se impuso. Posteriormente Stuart Turner llegó a la dirección deportiva de Ford, que siguió mejorando el Escort incorporándole un motor de dos litros. En 1971 y con el motor 1,8 litros y a pesar del recorte presupuestario -Ford sufrió fuertes huelgas ese año- Mikkola se convirtió en el primer europeo en ganar el Rally Safari. El RS 1600 siguió cosechando triunfos como en el Mil Lagos y el RAC, casi siempre con pilotos finlandeses, aunque el británico Roger Clark también logró vencer en el Rally RAC de 1972 con el Escort. Estas victorias dieron los puntos a la marca necesarios para entrar la clasificación final del Campeonato Internacional de Marcas, certamen que había nacido en 1970 y que se disputó hasta 1972, posteriormente reconvertido en el Campeonato del Mundo y en el que la marca estuvo presente al igual que el resto de marcas tan solo en pruebas sueltas. El mejor resultado fue el cuarto puesto logrado el último año, precisamente gracias a las dos victorias logradas por Hannu Mikkola en el Rally Safari y por Roger Clark en el Rally de Gran Bretaña.
Una vez arrancado el campeonato del mundo en 1973 Ford siguió confiando en el Ford Escort para competir en el estrenado certamen, con el que lograría sus primeros triunfos mundialistas. Inicialmente solo era puntuable para las marcas y al igual que el resto de participantes, Ford solo se presentó a aquellas pruebas en las que contaba con opciones de triunfar, como el Rally de Finlandia, donde venció Timo Mäkinen o el Rally RAC donde tres pilotos coparon el podio. En los primeros años copó siempre los primeros puestos del campeonato, consiguiente tres terceros (1973, 1974, 1976) y dos segundos (1997, 1978). En 1975 cambió de coche pero mantuvo la misma filosofía, el coche nuevo fue Ford Escort RS 1800 MKII con una nueva carrocería y también con nombre falso, puesto que tenía un motor de 2.000 cc. Este modelo mantuvo invicto al Escort en Gran Bretaña hasta 1980 y daría a Ford los primeros títulos mundiales, el de marcas en 1979 y el de pilotos en 1979 y 1981.

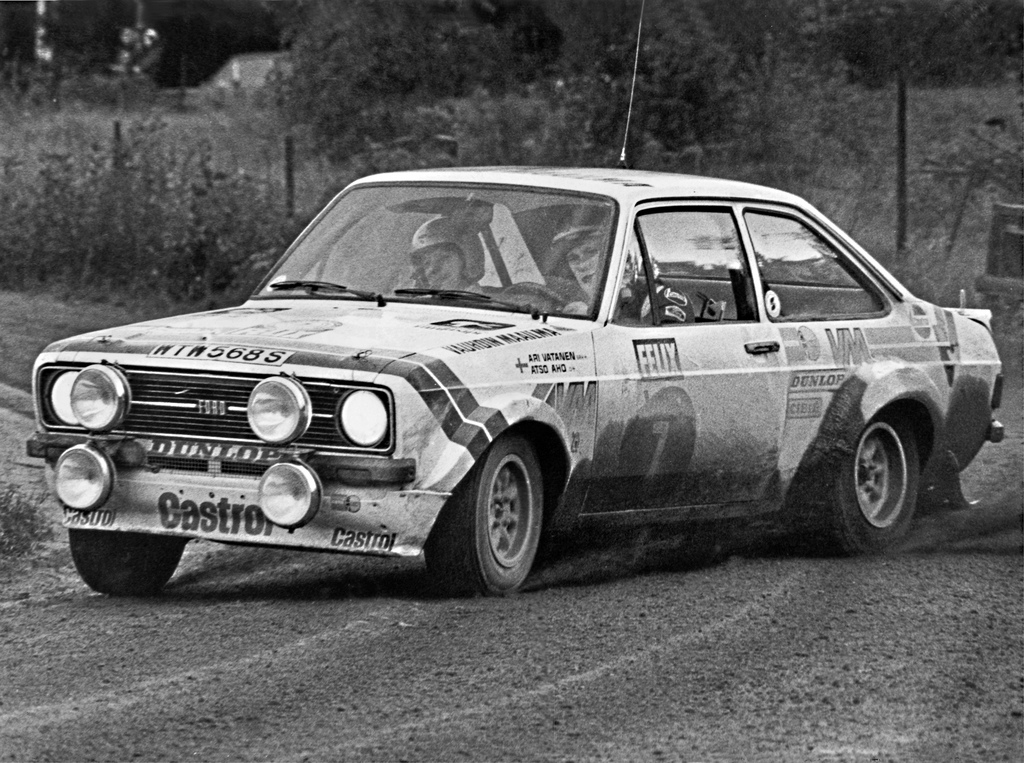
Ford Escor RS 1800 MKII de Ari Vatanen durante el Rally Mill Lagos de 1978. El finés lograría en 1981 el campeonato de pilotos con este vehículo.

El Escort RS 1800 MKII se presentó en 1975 e introdujo solo pequeños cambios respecto al modelo anterior, con una puesta al día de la carrocería pero sin alterar las características técnicas. Debutó en el Circuito de Irlanda en 1975 y participó en el campeonato del mundo a partir de 1976. En su primer año con poco éxito, ya que sufrió diversas averías y problemas de motor. Al año siguiente Peter Ashcroft sustituyó a Stuart Turner en la dirección del equipo y fichó a Björn Waldegård como primer piloto. Con Waldegard y Roger Clark la marca afrontó el campeonato luchando con Fiat por el título. El sueco ganó el Safari, Acrópolis y fue segundo en Portugal. El segundo puesto de Ari Vatanen en Nueva Zelanda y el primero de Kyösti Hämäläinen en Finlandia les valió para conseguir el liderato de marcas a mitad de año, pero posteriormente los malos resultados, la relegaron a la segunda plaza cediendo el título a Fiat. El Escort competitivo en tierra no lo era en los tramos de asfalto, como así se pudo ver en San Remo donde Waldegård solo pudo ser quinto, y en Córcega donde los dos coches abandonaron. Con todo, Ford fue subcampeona y logró la tercera victoria consecutiva en el RAC de nuevo con el Ford Escort, en su nueva versión, como protagonista. En 1978 la marca fichó a Hannu Mikkola y mantuvo a Ari Vatanen pero el año fue complicado, por un lado varias huelgas que afectaron a la empresa y por otro, varias averías impidieron al equipo pelear por el título. En Portugal, Mikkola se quedó sin opciones tras sufrir un pinchazo y en Finlandia los dos Escort abandonaron por averías eléctricas. La única victoria lograda ese año fue de nuevo en el RAC, esta vez con una unidad para Mikkola inscrita por el equipo privado de David Sutton. En 1979 con Fiat retirada oficialmente, Ford dominó la temporada y se llevó su primer título de pilotos y marcas. El Escort se mejoró para los rallyes de asfalto y con él lograron la victoria en Portugal, Acrópolis, Nueva Zelanda, Quebec y Gran Bretaña y además lograron tres segundos puestos, en Montecarlo, Suecia y Finlandia.
En 1976 Ford había comercializó el Ford Fiesta un vehículo concebido como un coche pequeño de bajo consumo e ideado a raíz de la crisis del petróleo de 1973. Debutó en competición bajo el nombre de Ford Fiesta 1600 en el Rally de Montecarlo de 1979 homologado como grupo 2 y conducido por Ari Vatanen y Roger Clark. Mientras que el británico abandonó Vatanen logró terminar en la décima posición y segundo de su clase. El Fiesta era un modelo de tracción delantera, con una potencia de 150 cv y de solo 773 kg por lo que era uno de los más ligeros y más competitivos sobre nieve y tierra. Al año siguiente el español Salvador Serviá logró la novena posición en Montecarlo y tercero de grupo 2, sin embargo a pesar de sus posibilidades Ford lo aparcó para desarrollar el Ford Escort 1700 Turbo. El Fiesta quedó relegado a competiciones regionales, principalmente en España donde siguió compitiendo en el equipo oficial logrando diversos podios.

#### Años 80

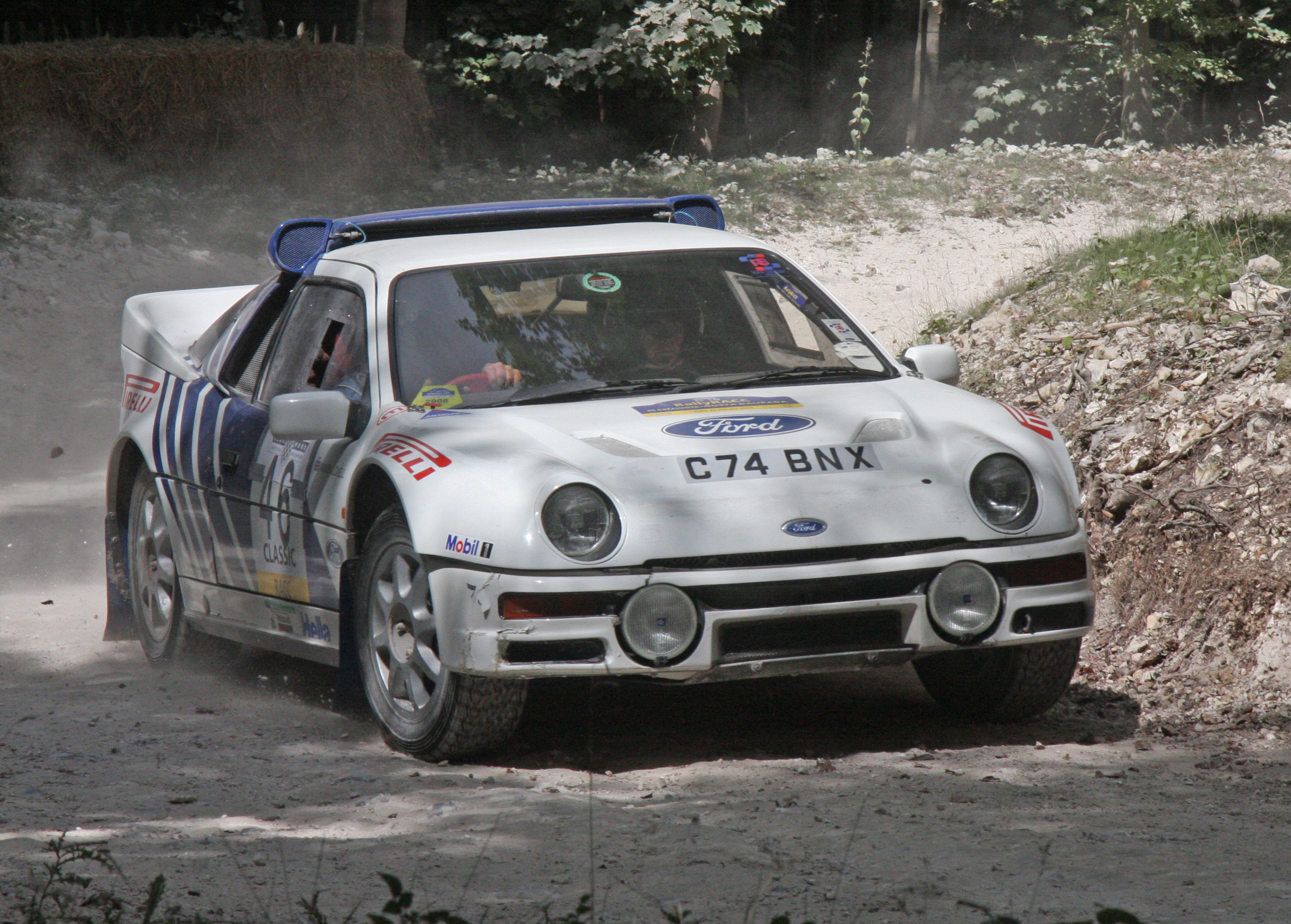
El Ford RS 200 fue único grupo B de Ford y compitió solo en cuatro pruebas del campeonato del mundo en 1986.

Logrado el objetivo de los títulos, la marca decidió no competir de manera oficial en 1980, puesto que preparaba el lanzamiento de un nuevo modelo del Escort con tracción delantera para el mercado europeo. Por ello cedió todo el material al equipo de David Sutton, quien con Mikkola y Vatanen afrontaron pruebas sueltas del campeonato. Consiguieron la victoria en Grecia con Vatanen y esto los motivó para pelear por el campeonato de pilotos en 1981. El finés junto al copiloto David Richards se enfrentaron al Talbot Sunbeam de Guy Fréquelin y Jean Todt, y las tres victorias logradas le permitió llevarse el título y cerrar el palmarés del Ford Escort RS, un modelo de coche con gran éxito en el campeonato del mundo.

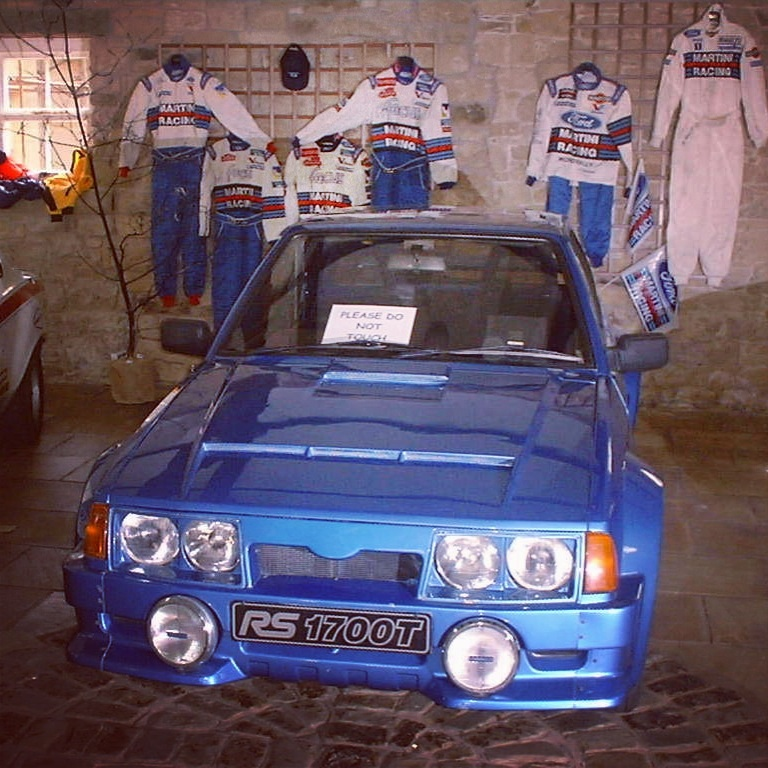
El Ford Escort RS1700T el modelo de competición de Ford que nunca llegó a ver la luz y del que solo se construyó una maqueta.

Ford se disponía a volver al campeonato del mundo en 1985 y planeó su regreso con la construcción del Ford Escort RS 1700 Turbo, un vehículo de tracción trasera, concebido como una actualización del RS 1800 pero con motor turbo y basado en la generación del Escort lanzada en 1981. Cuando la marca estaba lista para construir las 200 unidades como homologarlo como grupo B, Peugeot lanzó el Peugeot 205 Turbo 16. Suart Tuner se replanteó el proyecto temerosa de que no fuese competitivo, por lo que canceló el proyecto y encargó a Tony Soughgate (ingeniero jefe) que desarrollase un modelo totalmente nuevo. De esta manera nació el Ford RS 200, que al igual que el resto de grupos B, se trataba de un tracción integral con motor central turbo propulsado que en su caso rendía los 420 cv. Una serie de problemas retrasó su homologación prevista para 1985 y retrasada hasta el 1 de febrero por lo que su debut no fue hasta el Rally de Suecia. Precisamente en esa prueba, estrenado por los suecos Stig Blomqvist y Kallen Grundel, el coche logró su primer y único podio en el mundial, gracias al tercer puesto de Grundel. En la siguiente prueba, en Portugal, la marca abandonó la carrera junto al resto de equipos oficiales tras el accidente ocasionado por el piloto local Joaquim Santos, paradójicamente con un Ford RS 200, que tras una salida de carretera arrolló a unos espectadores ocasionando la muerte a tres de ellos. En la tercera cita para el RS 200, en Acrópolis, el coche demostró su potencial al liderar la carrera hasta el abandono de Blomqvist y Grundel, uno por avería y el otro por salida de pista. En Grecia la FIA -por entonces FISA- anunció la intención de prohibir los grupos B para el año siguiente, por lo que Ford canceló su programa y tras la prueba griega solo participó en el Rally de Gran Bretaña donde solo el coche de Grundel logró terminar consiguiendo el quinto puesto.

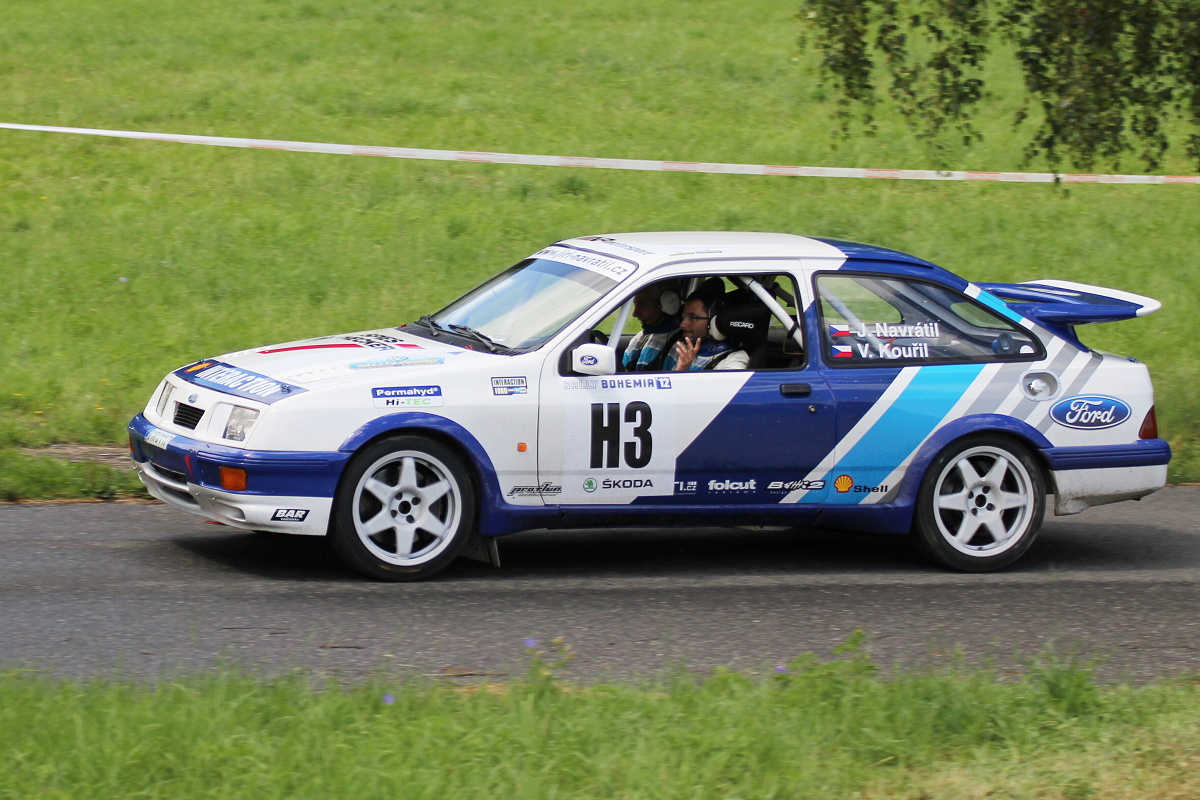
Ford Sierra RS Cosworth con los colores oficiales de Ford.

Para adaptarse a la nueva normativa de Grupo A de 1987, Ford desarrolló el Ford Sierra, modelo que compitió tanto como en la versión con tracción trasera como en la de tracción 4x4. El Ford Sierra RS Cosworth era un vehículo desarrollado por la Ford Especial Vehicle Engineering (SVE), encargada de poner a punto los modelos deportivos de la marca, junto a Cosworth. Se trataba de un modelo de tracción trasera que rendía los 200 cv, construido sobre el chasis de tres puertas de la segunda generación del modelo se serie y fue inicialmente concebido para competir en el Campeonato de Europa de Turismos para luchar contra otras unidades como el BMW M3. Inicialmente la marca construyó en la fábrica belga de Genk las 5000 unidades necesarias para ser homologado como grupo A y 500 más de la serie RS, versión que triunfó en los circuitos en el año 1987. La versión de competición debutó ese mismo año, mientras que el resto de marcas desarrollaban modelos de tracción a las cuatro ruedas, Ford optó por la tracción trasera convencida de que en los rallyes de asfalto no tendría rival. El coche debutó en el Rally de Montecarlo a manos del sueco Karl Grundel, pero la presencia de nieve y hielo hizo que el coche se mostrara poco competitivo y solo pudo ser 84.º. Fue además segundo y tercero en Finlandia y otro segundo en el Gran Bretaña con Blomqvist.
En 1988 este coche siguió apareciendo pero solo en aquellas pruebas que se les resultaba favorables. El palmarés fue de nuevo pobre con un tercer puesto de Auriol en Finlandia y un quinto en San Remo con Carlos Sainz, pero logró su primera y única victoria en el mundial, en el Rally de Córcega con Didier Auriol, a la postre la última victoria de un tracción trasera en el campeonato del mundo. Este resultado y los puntos sumados por Sainz y Blomqvist le sirvieron, aunque muy lejos del ganador, Lancia, para alcanzar el subcampeonato de marcas. Pese a ello Ford abandonó el mundial en 1989.

#### Años 1990

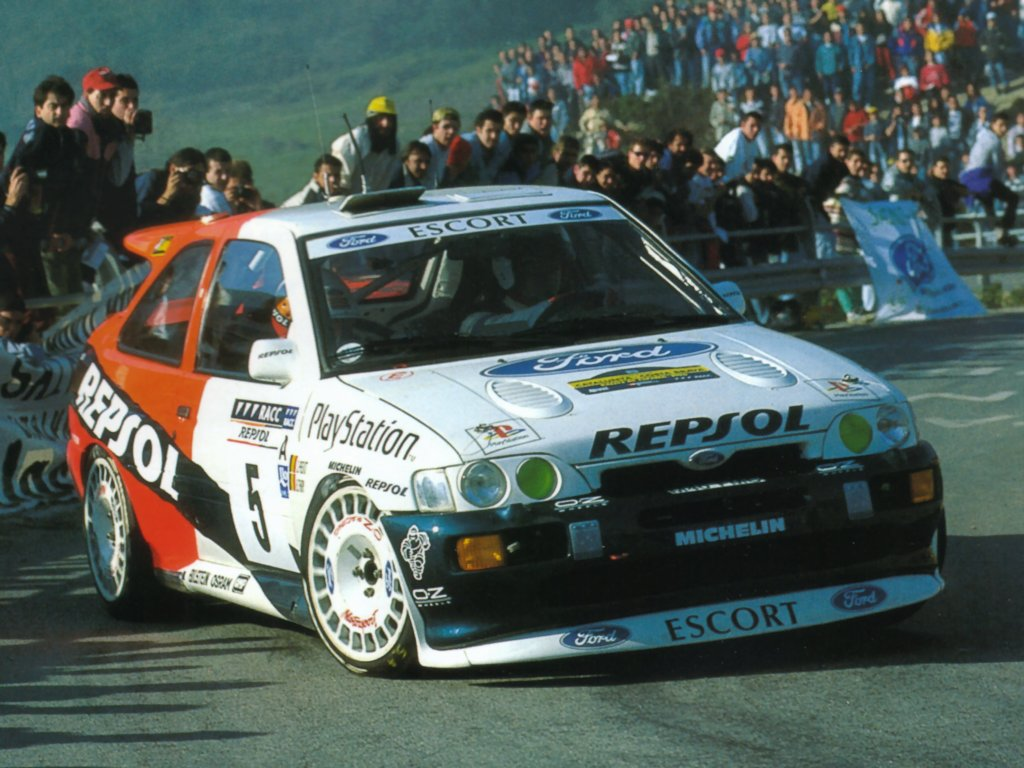
El Ford Escort RS Cosworth de grupo A compitió entre 1993 y 1996. Posteriormente siguió en el mundial ya homologado como World Rally Car entre 1997 y 1998.

En 1990, los Ford compitieron a través de un equipo privado. Ford regresó al mundial de rally de manera oficial en 1991 con el Sierra Cosworth 4x4. En dos años alcanzaron solamente siete podios, destacando el segundo puesto de Massimo Biasion en el Rally de Portugal de 1992 y el de François Delecour en Rally de Córcega de 1992.
En 1992, la marca inició el desarrollo el Ford Escort RS Cosworth, un modelo que se diseñó partiendo de las ventajas del Sierra pero basado en el chasis del Ford Escort de segunda generación, lanzado este al mercado en 1992. El Ford Escort RS Cosworth tenía tracción a las cuatro ruedas con homologación de grupo A y con sus correspondientes 2500 unidades fabricadas que exigía dicha categoría. El motor era el mismo motor turbo de dos litros y 290 cv del Sierra 4x4 mientras que el Escort de serie era de tracción delantera y nada tenía que ver con su homólogo de competición. El Escort perdió 21 cm de longitud respecto al Sierra y también mejoró el reparto de pesos y la transmisión contaba con tres diferenciales viscosos lo que lo convertía en un serio rival en asfalto.
Mientras que en 1992 todavía competía el Sierra 4x4 en el mundial el Escort fue construido en el Reino Unido pero comenzó a competir en España donde acumuló experiencia. Josep Maria Bardolet piloto oficial de Ford en España debutó con el Escort RS en el campeonato de tierra, donde podía competir como prototipo, ganando las dos primeras carreras del año, y demostrando el potencial del mismo.
Finalmente el coche debutó en el Rally de Montecarlo de 1993 con François Delecour al volante y a punto estuvo de ganar de no ser por la buena actuación de su compatriota Didier Auriol con el Toyota Celica. Sin embargo las victorias llegaron pronto y Delecour ganó en Portugal, Córcega y Cataluña y su compañero Biasion lo hizo en Grecia. A pesar de estas victorias y la lograda por el italiano Gianfranco Cunico Escort de Ford Italia en San Remo los dos títulos se escaparon.
 En 1994 el Escort perdió competitividad, los sistemas de transmisión introducidos por Subaru provocaron que el coche de Ford pronto se viese en inferioridad. Para colmo Delecour, que abrió el año ganado en Montecarlo se rompió las dos piernas en un accidente de tráfico dejando a la marca sin su principal piloto. Ese año el Escort solo lograría otra victoria más, esta vez con un piloto privado, lograda por Tommi Mäkinen en Finlandia.
En 1995, el equipo contó con un recorte importante de presupuesto y no logró ningún triunfo, y la estructura del equipo pasó a manos del equipo privado RAS con sede en Bélgica que contó con Delecour y Bruno Thiry logrando entre ambos tan solo dos podios. Al año siguiente Carlos Sainz sustituyó a Delecour y consiguió la única victoria de esa temporada, en el Rally de Indonesia, la que sería además la última victoria para el Ford Escort como grupo A.

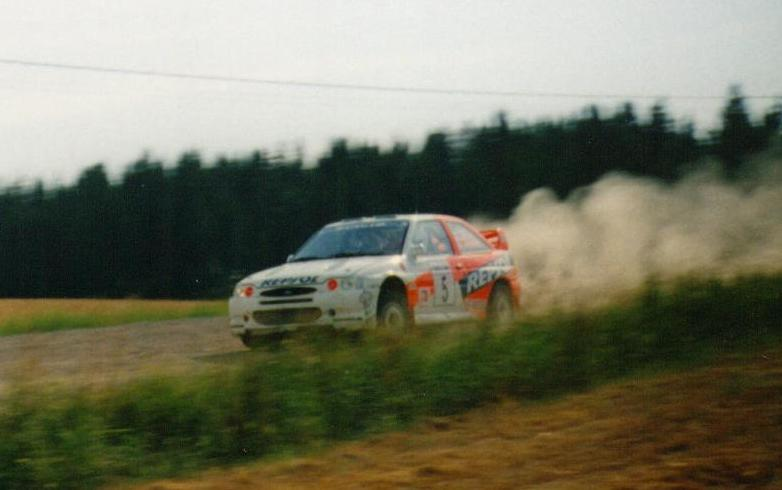
Carlos Sainz en 1997 con el Ford Escort WRC durante el Rally de Finlandia.

En 1996 con el fichaje de Carlos Sainz, que se había quedado sin equipo tras la exclusión de Toyota por dos años, la marca volvió a apostar por los rallies. El español ayudó a desarrollar el Escort, que se le incorporó una transmisión con diferenciales gestionados electrónicamente y mejoró su respuesta ganando par a medio régimen. A pesar de las mejorar el coche ganó en competitividad pero la base del mismo era ya desfasada y el único triunfo logrado ese año fue en el Rally de Indonesia, aunque se consiguió el subcampeonato de pilotos gracias a la regularidad de Sainz. Al año siguiente el Escort contó con una versión World Rally Car.

### Ford World Rally Team
En 1997 el equipo pasó a manos de M-Sport, dirigida por Malcolm Wilson y con la sede situada en Cumbria. Los dos primeros años desarrolló el Ford Escort WRC, primer vehículo World Rally Car de la marca, categoría que se estrenaba ese mismo año. Con Carlos Sainz, Armin Schwarz y Juha Kankkunen que sustituyó a Schwarz a partir del Rally de Argentina, el equipo bajo el nombre de Ford Repsol, logró dos victorias (Acrópolis e Indonesia) trece podios y el subcampeonato de marcas. Al año siguiente el Escort WRC no logró ninguna victoria y en 1999 fue sustituido por el Ford Focus WRC.
El Focus WRC fue el segundo coche desarrollado por M-Sport en conjunto con Ford. Se construyó sobre el chasis del Ford Focus de serie tanto de la primera como de la segunda generación y contó con un total de seis evoluciones y se convirtió en el vehículo de la marca con mayor palmarés con 137 participaciones oficiales entre 1999 y 2010, logrando 44 victorias y 148 podios, además de darle al fabricante los títulos de constructores en 2006 y 2007 que se le resistían desde 1979. La primera versión debutó en el Rally de Montecarlo de 1999 logró dos victorias con Colin McRae. A pesar de ello el Focus sumó cuatro abandonos consecutivos por diversas averías, debido a problemas propios de su juventud.

#### Años 2000

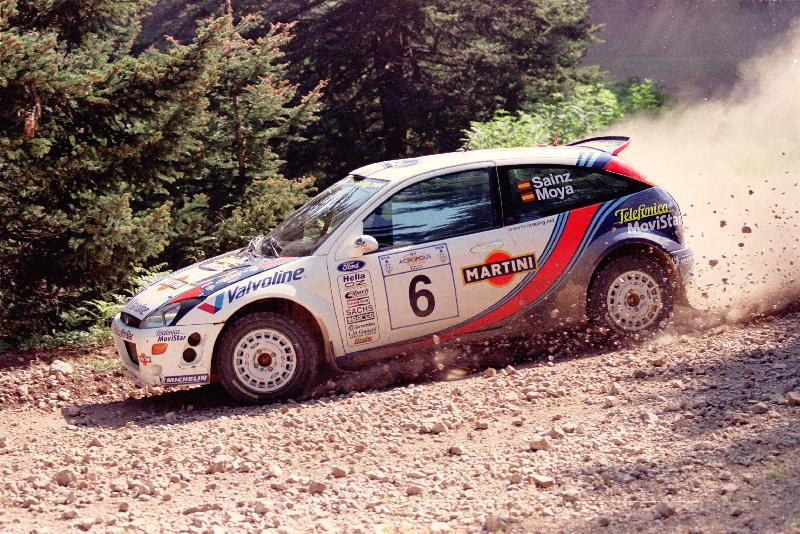
Carlos Sainz en el Rally Acrópolis de 2000.

En el año 2000 Ford formó un equipo de primera línea con Colin McRae y Carlos sainz, ambos pilotos campeones del mundo, además de contar con las participaciones puntuales de Petter Solberg, Piero Liatti y Tapio Laukkanen. Con la segunda evolución del Ford Focus WRC el equipo consiguió tres victorias esa temporada: dos para McRae en Cataluña y Acrópolis y una para Sainz en Chipre. Ambos pilotos terminaron en la tercera y cuarta posición del campeonato de pilotos mientras que en el de constructores Ford logró el subcampeonato por detrás de Peugeot que ese año se impuso con el Peugeot 206 WRC. Al año siguiente de nuevo con Sainz y McRae el equipo contó también con François Delecour. Los resultados fueron muy similares a los logrados la temporada anterior con tres victorias logradas, en este caso todas conseguidas por McRae que terminó el año en la segunda posición del campeonato de pilotos a solo dos puntos del ganador, Richard Burns. Por su parte Sainz y Delecour se subieron en varias ocasiones al podio destacando el doblete en Montecarlo y en el campeonato de marcas, de nuevo Ford fue segunda por detrás de Peugeot. En 2002 el estonio Markko Märtin se unió al equipo y el belga François Duval participó en tres pruebas. De nuevo Sainz y McRae consiguieron los mejores resultados, con tres victorias: Argentina, Acrópolis y Safari, con todo el mejor situado fue Sainz que terminó tercero de la general mientras que en el campeonato de marcas Peugeot consiguió su tercer título consecutivo por delante de nuevo de Ford, que fue segunda. En el año 2003 con la marcha de Sainz y McRae el equipo contó con Martin, Duval y con el joven Mikko Hirvonen. Solo Martin consiguió subir a lo más alto del podio y lo hizo en el Acrópolis y Finlandia sin embargo solo pudo ser quinto en el campeonato, mientras que en el certamen de constructores la marca terminó cuarta debido a los escasos resultados positivos y los continuos abandonos de sus pilotos. En 2004 con Martin y Duval de nuevo como pilotos oficiales, el equipo contó con Janne Tuohino que hizo dos apariciones: en Suecia y Finlandia. De nuevo el estonio fue el mejor en el equipo que sumó tres victorias, México, Córcega y Cataluña, y nueve podios y mejoró el quinto puesto del año anteiror al terminar en la tercera posición del campeonato. Por su parte Duval fue de nuevo muy irregular y solo pudo sumar cuatro podios y ser sexto de la general. Ese año Ford fue segunda de nuevo en el certamen de constructores, esta vez por detrás de Citroën, y supuso el primero de los enfrentamientos que ambas marcas tendrían en los siguientes años.

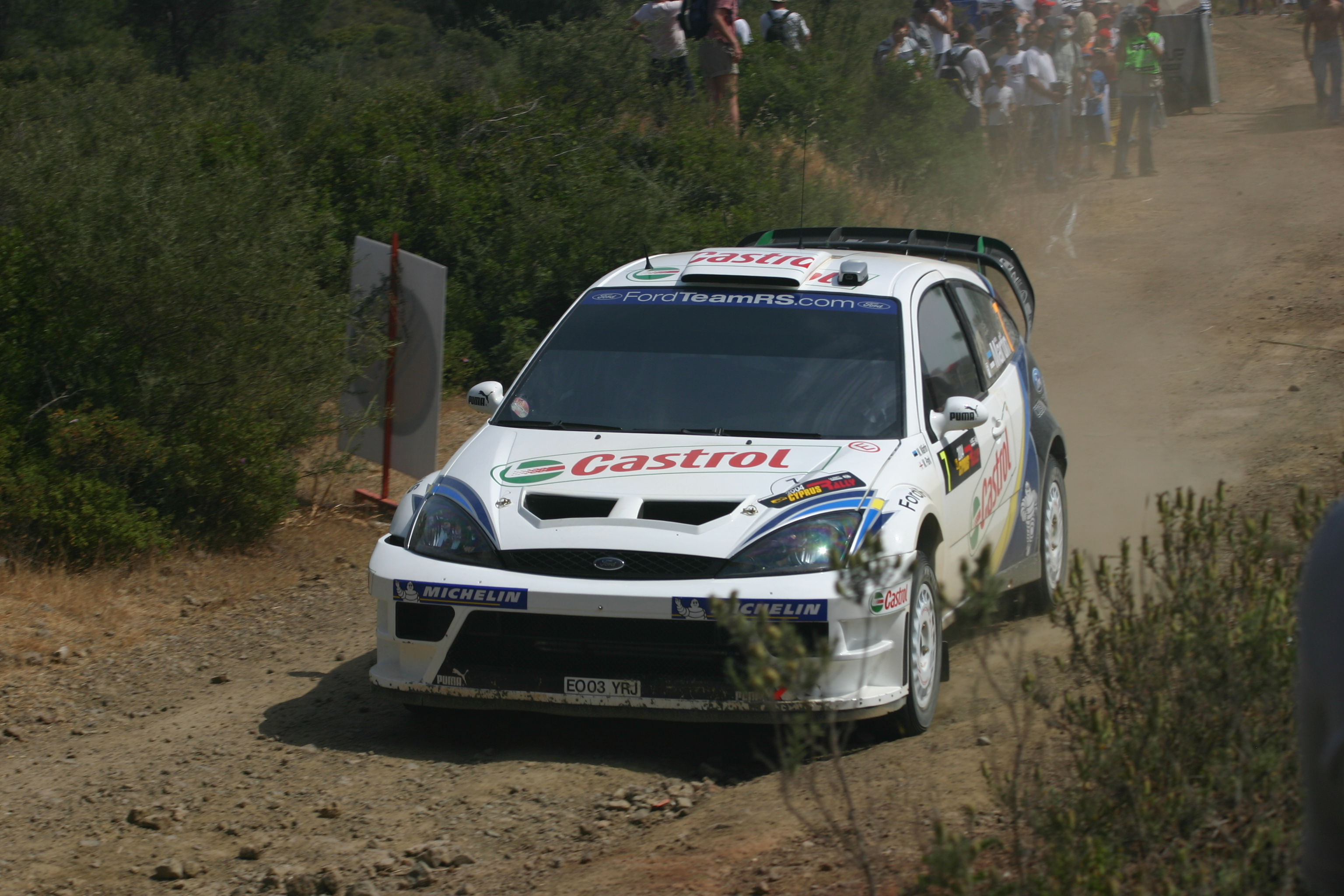
Marrko Märtin en el Rally de Chipre de 2004.

En la temporada 2005 Ford renovó su equipo y contó con Toni Gardemeister y Roman Kresta además de las apariciones puntuales de Mikko Hirvonen en Finlandia; Dani Solá, que corrió México como oficial y otras pruebas como privado; Henning Solberg, también Suecia como oficial y otros rallies como privado y finalmente Antony Warmbold y Luis Pérez Companc, ambos como sendos Ford Focus privados. Ese año la marca no logró ninguna victoria, los mejores resultados fueron los tres segundos puestos de Gardemeister conseguidos en Montecarlo, Acrópolis y Córcega, además de ser el mejor piloto de Ford al terminar cuarto en el campeonato. El resto de participaciones fueron discretas y solo permitieron a la marca terminar tercera en el campeonato de constructores, de nuevo por detrás de Citroën y Peugeot. En la última cita del año la marca hizo debutar la segunda generación del Ford Focus RS WRC, denominada Ford Focus RS WRC 06.

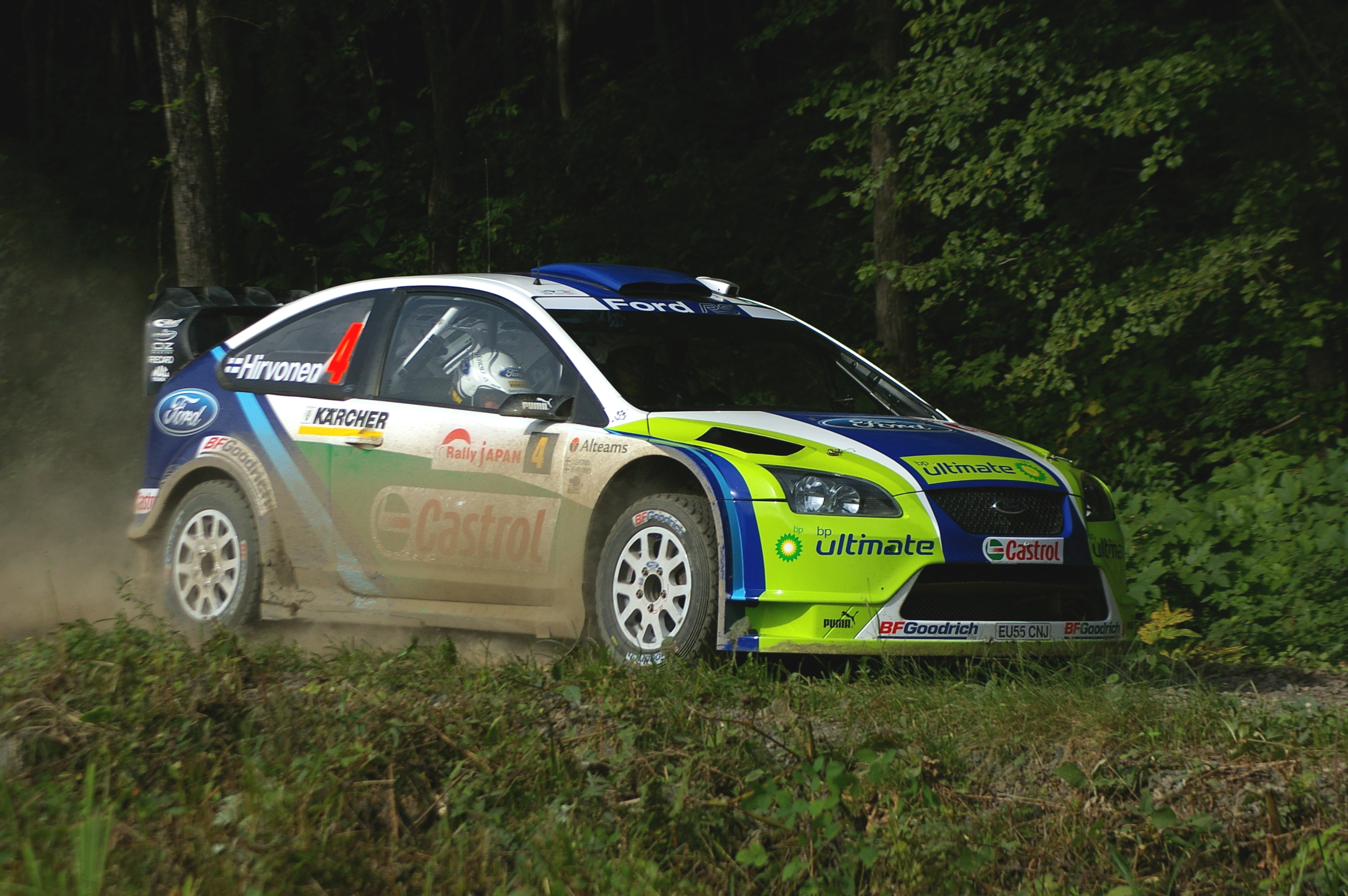
Ford Focus WRC 05 en el Rally de Japón de 2006.

En el año 2006 Ford contrató a dos pilotos finlandeses: Marcus Grönholm, que había ganado dos títulos con Peugeot en 2000 y 2002 y Mikko Hirvonen, piloto conocido de la casa y que había corrido en el equipo en años anteriores. Con la última evolución del Focus WRC los resultados mejoraron notablemente: Grönholm consiguió ganar en siete rallies y peleó por el título de pilotos hasta la última carrera del año que perdió por solo un punto. El francés Sébastien Loeb se hizo con el campeonato sin correr las últimas cuatro rondas del calendario a causa de un accidente y permitió a Grönholm terminar segundo y sumar los puntos necesarios para dar a Ford el campeonato de marcas que se le resistía desde 1979. El segundo piloto Mikko Hirvonen contribuyó notablemente también en la conquista por el título con la victoria en Australia y los ocho podios logrados que le valieron para terminar tercero. En 2007 de nuevo con Grönholm e Hirvonen, la marca también contó con las apariciones puntuales del piloto emiratí Khalid al-Qassimi en Finlandia, Alemania, Cataluña e Irlanda. El mejor piloto de Ford fue de nuevo Grönholm que consiguió cinco victorias y subcampeón de nuevo por detrás del francés Loeb. Por su parte Hirvonen mejoró los resultados del año anterior y sumó tres victorias: Noruega, Japón y Gran Bretaña, además de repetir la tercera posición del campeonato. Estos resultados dieron a Ford el campeonato de marcas.

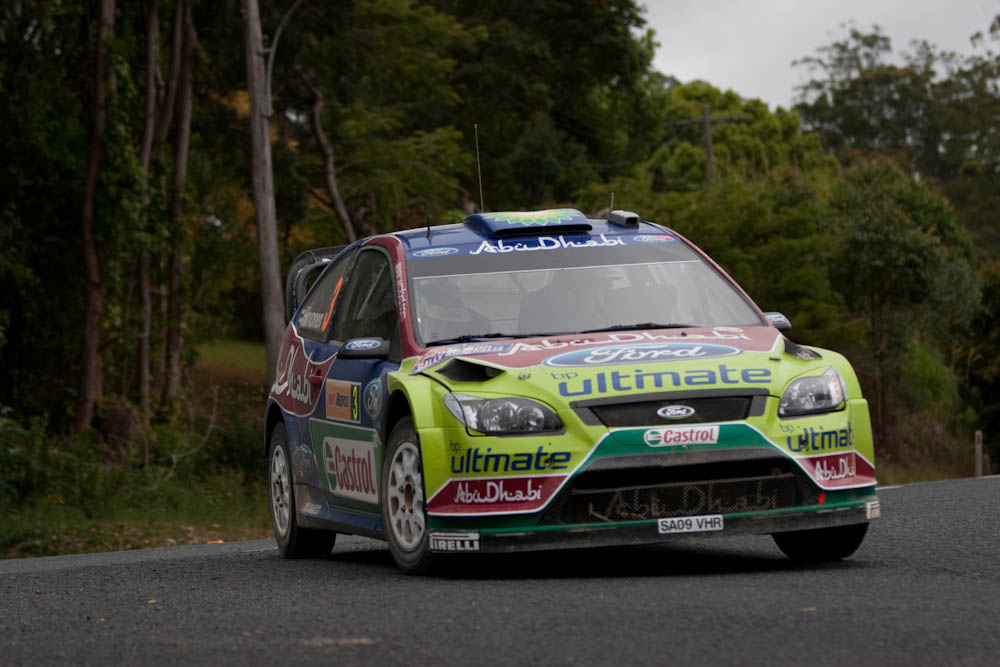
Mikko Hirvonen en el Rally de Australia de 2009.

En 2008 con la retirada de Gronhölm, el equipo contrató a Jari-Matti Latvala, otro piloto finés que ya había participado en años anteriores bajo la marca como privado, además de contar con François Duval para las citas de asfalto en sustitución de Latvala y de nuevo con Khalid al-Qassimi. El campeonato se convirtió de nuevo en una lucha entre los pilotos de Ford y Citroën. Mikko Hirvonen que debutó en Montecarlo como primer piloto del equipo fue de nuevo el mejor de los de Ford: consiguió tres victorias, Jordanía, Turquía y Japón y terminó en segundo lugar. Su compañero Latvala, que consiguió su primera victoria en el equipo al ganar en Suecia, fue cuarto en el campeonato y los resultados de ambos pilotos dieron a Ford otro subcampeonato de marcas. Al año siguiente Subaru y Suzuki se retiraron del campeonato del mundo, por lo que Citroën y Ford fueron los únicos equipos oficiales, hecho que se repetiría hasta 2011 con la tímida entrada de MINI como oficial. Ford confió de nuevo en sus pilotos: Hirvonen, Latvala y al-Qassimi y el buen arranque de temporada de Sébastien Loeb, con cinco victorias consecutivas, hizo desvanecer inicialmente la lucha por el título. A mitad de temporada, en Grecia, Hirvonen consiguió su primera victoria del año y gracias a otras tres que lograría de manera consecutiva, Polonia, Finlandia, Australia, le permitieron llegar a la penúltima cita del año, Cataluña, como líder del campeonato y con claras opciones de pelear por el título. Sin embargo el francés no falló en Cataluña y Gran Bretaña y se llevó su sexto título por solo un punto de ventaja. Por su parte Jari-Matti Latvala, consiguió tres podios y la victoria en Cerdeña pero no bastaron para que Ford superase a Citroën en el campeonato de marcas y sumó otro subcampeonato.

#### Años 2010

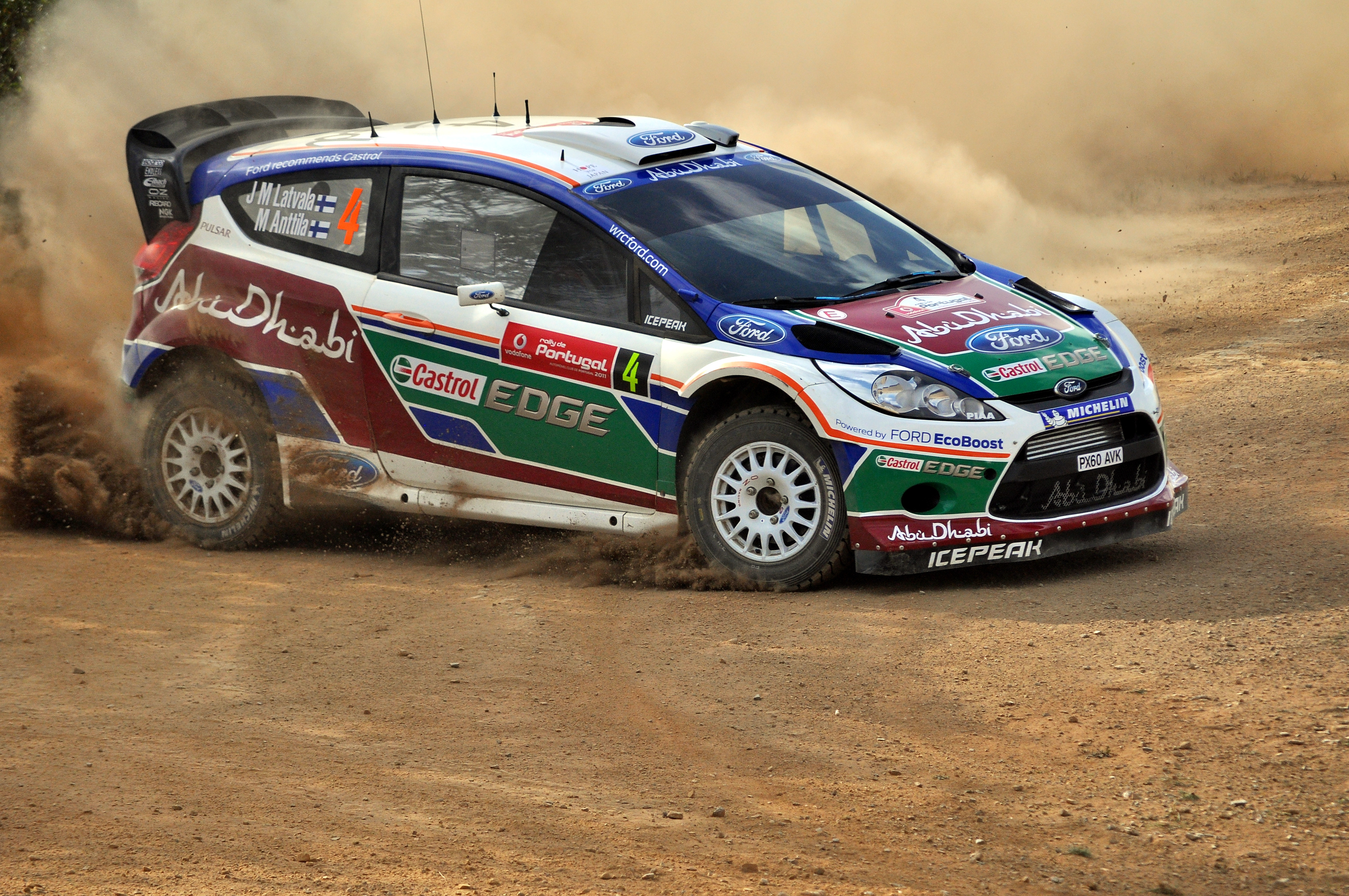
Ford Fiesta de Jari Matti-Latvala en el Rally de Portugal de 2011 donde fue tercero.

La temporada 2010 fue la última que el Ford Focus WRC compitió como vehículo oficial de la marca. Mikko Hirvonen y Jari-Matti Latvala utilizaron la última evolución denominada Ford Focus RS WRC 09 que había debutado en 2008 con la que consiguieron tres victorias. En la primera cita, Suecia, Hirvonen se subió a lo más alto del podio, con Latvala en la tercera posición. Sin embargo los malos resultados de Hirvonen, que solo volvió a subirse al podio en Turquía le impidieron repetir la buena actuación del año anterior y terminó sexto del campeonato lejos de su compañero Latvala que consiguió dos victorias, en Nueva Zelanda y Finlandia, y terminó segundo aunque muy lejos del ganador, Loeb, con más de cien puntos de ventaja.
En 2011 la marca afrontó el campeonato del mundo con el nuevo modelo de la casa el: Ford Fiesta RS WRC. Esta versión del Ford Fiesta, vehículo que ya había sido utilizado en los años 70, se construyó sobre la sexta generación del modelo de serie y estaba adaptado a las especificaciones de los World Rally Car, con motor 1600 cc, introducidos ese año y basados en los Super 2000. Los buenos resultados de Mikko Hirvonen, que sumó dos victorias, una en Suecia y otra en Australia, y varios podios le permitieron llegar a la última prueba del año, el Rally de Gran Bretaña con opciones de llevarse el título. Sin embargo en los primeros compases de la prueba Hirvonen se salió de la carretera hecho que le obligó a retirarse concediendo el título a Loeb. Por su parte, Jari-Matti Latvala se motró de nuevo regular y sumó ocho podios y una victoria, precisamente en la última cita, Gran Bretaña, resultados que le valieron terminar tercero del mundial y ayudaron a conquistar otro subcampeonato para Ford.
En la temporada 2012, Mikko Hirvonen fichó por Citroën y el equipo fichó al excampeón del mundo Petter Solberg, piloto noruego que ya había corrido con la marca en 1999 y 2000. Con Solberg y Latvala, además de la participación del español Dani Sordo en Argentina por lesión de Latvala, la marca logró dos victorias: Suecia y Gran Bretaña y doce podiosm sin embargo los pilotos de Citroën coparon las dos primeras posiciones del campeonato de pilotos además de llevarse otro campeonato de marcas relegando por quinto año consecutivo a la segunda posición en el certamen de constructores. En el mes octubre y a falta de dos pruebas por disputar, Ford anunció su intención de no seguir compitiendo para la siguiente temporada aunque el jefe de M-Sport, Malcom Wilson se comprometió a seguir evolucionando el Ford Fiesta RS WRC así como de seguir colaborando con la marca para el lanzamiento del Ford Fiesta R5 en 2013.

#### Temporada 2018
Tras cinco años de ausencia, Ford se registró en el WRC para la temporada 2018 bajo el nombre de M-Sport Ford World Rally Team y heredando la formación del equipo de M-Sport del año 2017 con los pilotos Sebastien Ogier y Elfyn Evans.

## Estructura

### Dirección
- Peter Ashcroft (1986-1991)[70]
- Colin Dobinson (1992-1994)[71]
- Gerard Quinn (2009-)[1]
- Malcolm Wilson (1997-2012)[3]

### Patrocinadores

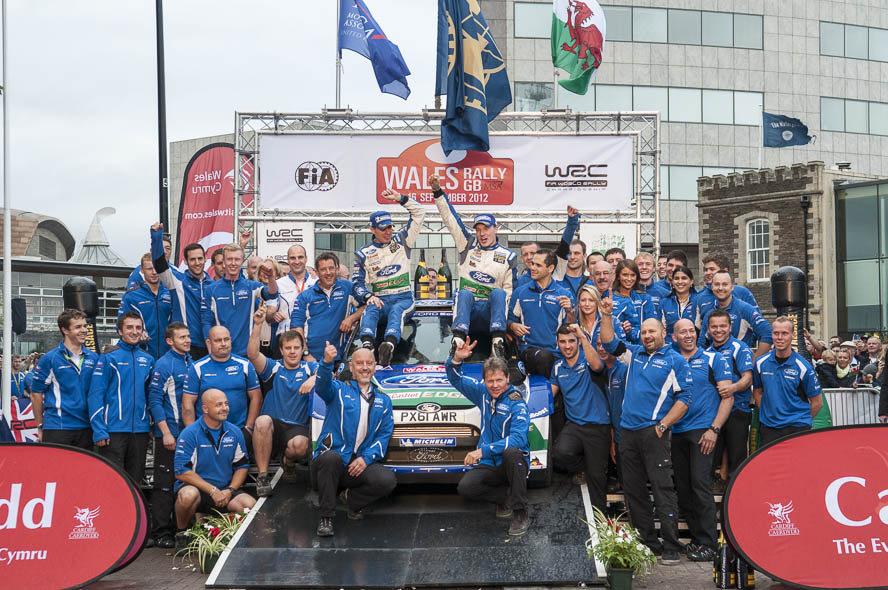
El equipo Ford al completo celebrando la victoria en el Rally de Gran Bretaña de 2012.

- Castrol Edge
- TengTools
- ICEPEAK
- Michelin
- M-Sport
- Abu Dhabi

### Automóviles

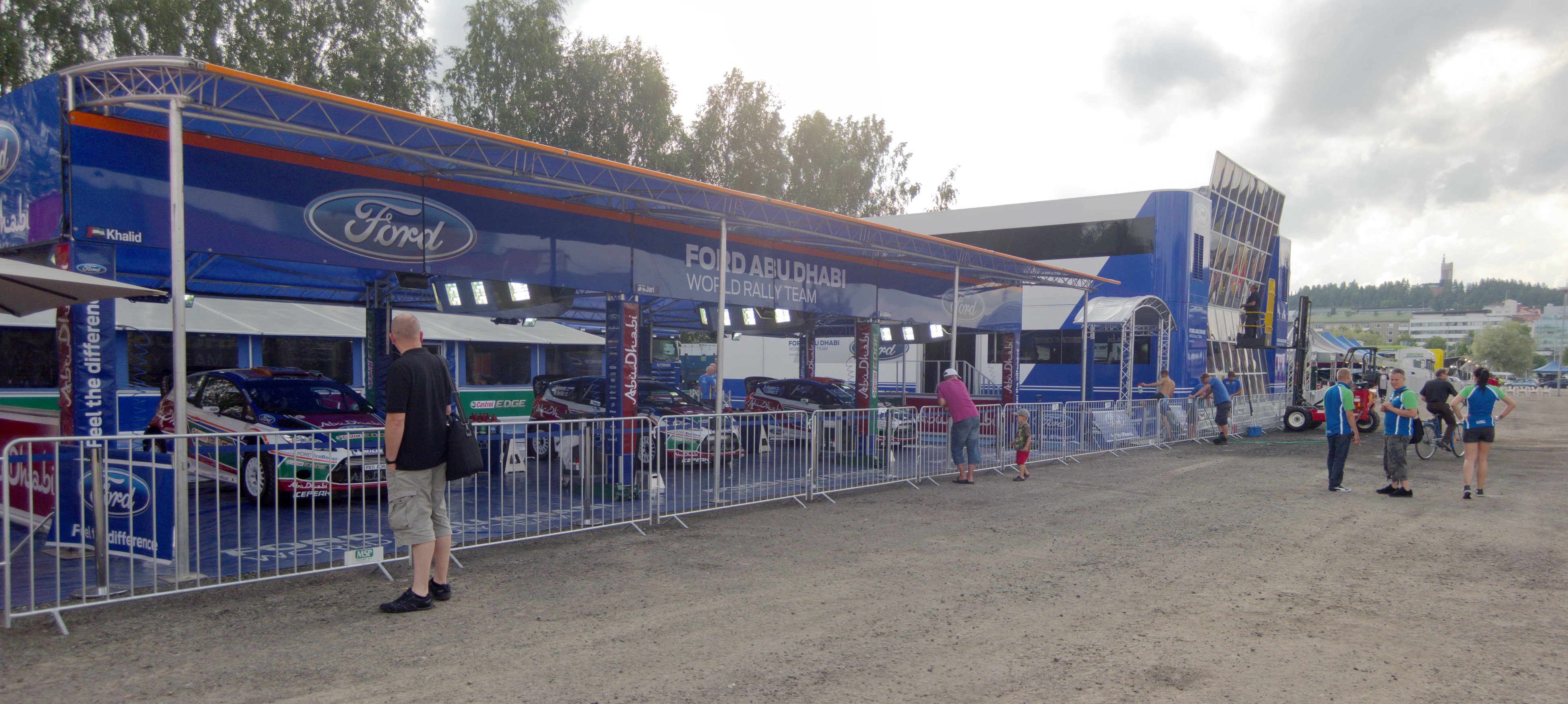
Box del equipo Ford en 2011.

- Ford Escort RS 1600
- Ford Escort RS 1800
- Ford Fiesta 1600
- Ford RS 200
- Ford Sierra RS Cosworth
- Ford Sierra RS Cosworth 4X4
- Ford Escort RS Cosworth
- Ford Escort WRC
- Ford Focus WRC
  - Ford Focus WRC
  - Ford Focus WRC 00
  - Ford Focus RS WRC 01
  - Ford Focus RS WRC 02
  - Ford Focus RS WRC 03
  - Ford Focus RS WRC 04
  - Ford Focus RS WRC 06
  - Ford Focus RS WRC 07
  - Ford Focus RS WRC 08
  - Ford Focus RS WRC 09
- Ford Fiesta RS WRC

## Palmarés
En su trayectoria desde 1973 hasta 2012 Ford ha logrado tres títulos de constructores (1979, 2006 y 2007) y aunque es una de las marcas con mayor trayectoria en el campeonato del mundo, es ampliamente superada por otras como Lancia, con diez títulos, Citroën, con ocho y Peugeot con cinco. Ha conquistado catorce veces el subcampeonato: 1977, 1978, 1988, 1993, 1997, 2000, 2001, 2002, 2004, 2008, 2009, 2010, 2011 y 2012. Por victorias, Ford ha conseguido 82 solo superada por Citroën con 93. Se ha subido al podio en 315 ocasiones superando al resto de marcas con amplia ventaja, además de ser la segunda en sumar un mayor número consecutivo de podios logrados: con 24. Logró finalizar en los puntos en 158 pruebas consecutivas, siendo estas entre el Rally de Montecarlo de 2002 y Rally Cataluña de 2012.

## Resultados completos

### Temporada 2012
| Año  | Vehículo        | Pilotos            | 1       | 2     | 3       | 4      | 5       | 6       | 7     | 8     | 9      | 10    | 11     | 12     | 13     | Posi. | Puntos | Posi. | Puntos |
| ---- | --------------- | ------------------ | ------- | ----- | ------- | ------ | ------- | ------- | ----- | ----- | ------ | ----- | ------ | ------ | ------ | ----- | ------ | ----- | ------ |
| 2012 | Ford Fiesta WRC | Jari-Matti Latvala | MON Ret | SWE 1 | MEX Ret | POR 13 | ARG Les | GRE 3   | NZL 7 | FIN 3 | DEU 2  | GBR 1 | FRA 2  | ITA 12 | ESP 2  | 3º    | 154    | 2º    | 309    |
| 2012 | Ford Fiesta WRC | Petter Solberg     | MON 3   | SWE 4 | MEX 3   | POR 3  | ARG 6   | GRE Ret | NZL 3 | FIN 4 | GER 12 | GBR 3 | FRA 26 | ITA 9  | ESP 11 | 5º    | 124    | 2º    | 309    |
| 2012 | Ford Fiesta WRC | Dani Sordo         | MON     | SWE   | MEX     | POR    | ARG Ret | GRE     | NZL   | FIN   | DEU    | GBR   | FRA    | ITA    | ESP    | 11º   | 35     | 2º    | 309    |